# II Giochi asiatici invernali
I II Giochi asiatici invernali si sono svolti a Sapporo, in Giappone, dall'8 al 14 marzo 1990.

## Nazioni partecipanti
Hanno partecipato ai Giochi nove nazioni, di cui tre al debutto (Taipei Cinese, Iran e Filippine). Nel seguente elenco sono riportate le nazioni partecipanti; tra parentesi è indicato il numero di atleti per ognuna di esse:
- Cina (73)
- Taipei cinese (5)
- India (12)
- Iran (10)
- Giappone (80)
- Mongolia (7)
- Corea del Nord (54)
- Filippine (1)
- Corea del Sud (63)

## Discipline
Vennero disputate in totale 33 diverse gare per sei sport diversi:
- Sci alpino (4) (dettagli)
- Biathlon (3) (dettagli)
- Sci di fondo (6) (dettagli)
- Hockey su ghiaccio (1) (dettagli)
- Short track (8) (dettagli)
- Pattinaggio di velocità (9) (dettagli)

Il salto con gli sci è stato sport dimostrativo in questa edizione dei Giochi asiatici invernali.

## Medagliere
Paese ospitante
| Posiz. | Nazione        | Oro | Argento | Bronzo | Totale |
| ------ | -------------- | --- | ------- | ------ | ------ |
| 1      | Giappone       | 18  | 16      | 13     | 47     |
| 2      | Cina           | 9   | 9       | 8      | 26     |
| 3      | Corea del Sud  | 6   | 7       | 8      | 21     |
| 4      | Corea del Nord | 0   | 1       | 4      | 5      |
| 5      | Mongolia       | 0   | 0       | 1      | 1      |
| Totale | Totale         | 33  | 33      | 34     | 100    |